# Bavia planiceps
Bavia planiceps är en spindelart som först beskrevs av Karsch 1880.  Bavia planiceps ingår i släktet Bavia och familjen hoppspindlar. Inga underarter finns listade.